# 에가미 시게루

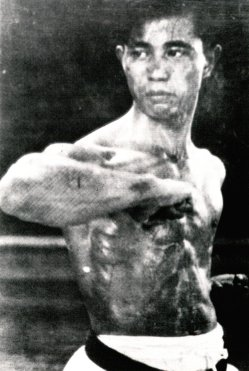

에가미 시게루(일본어: 江上 茂, 1912년 12월 7일 ~ 1981년 1월 8일)는 선구적인 일본 쇼토칸 가라테 쇼토카이를 창시한 사람이며, 현대 가라테의 창시자로 널리 알려진 기친 후나코시의 제자였다.